# Józan László
Józan László (Vári, 1987. március 16. –) magyar színművész.

## Életpályája
A kárpátaljai Váriban született. A középiskolát a mezővári II. Rákóczi Ferenc Középiskolában végezte. Már tizenhárom évesen a Beregszászi Illyés Gyula Magyar Nemzeti Színház stúdiójának tagja lett. Érettségi után a színházban (az intézmény akkori igazgatója Vidnyánszky Attila volt) mindenes lehetett: játszhatott darabban, kellékes, díszletes volt, közben készült egyetemi felvételijére.
2005–2009 között a Színház- és Filmművészeti Egyetem hallgatója volt Marton László és Hegedűs D. Géza osztályában. Már negyedévesként a Vígszínházba került gyakorlatra. 2009–2022 között a Vígszínház tagja volt. 2022-től szabadúszó.

## Színházi szerepeiből

### Vígszínház
- Friderich Dürrenmatt: Az öreg hölgy látogatása – Hetedik, nyolcadik és kilencedik férj
- Molnár Ferenc: A doktor úr – Cseresnyés (2020)
- William Shakespeare: II. Richárd – Bagot (2019)
- Lev Tolsztoj: Anna Karenina – Sztyiva Oblonszkij (2019)
- Bertolt Brecht: Baal – Piller Gordon (2019)
- Mihail Bulgakov: Bíborsziget (2018)
- Shakespeare: Lóvátett lovagok (2017) – Boyet gróf, udvarmester
- Lev Tolsztoj: Háború és béke – Anatole (2017)
- William Shakespeare: Sok hűhó semmiért – Benedetto (2017)
- Simon Stephens: Távoli dal – Willem (2017)[2]
- Dés László–Geszti Péter–Grecsó Krisztián: A Pál utcai fiúk – Áts Feri (2016)[3]
- William Shakespeare: A velencei kalmár – Lorenzo, fiatal úriember (2016)
- Békés Pál: Össztánc – szereplő (2015)
- William Shakespeare: Julius Caesar – Cinna (2014)
- Eszenyi Enikő – Kovács Krisztina: Ha majd egyszer mindenki visszajön… – szereplő (2014)
- Alexander Breffort: Irma, te édes – Nestor, Oszkár (2014)
- Nyikolaj Gogol: A revizor – Hloporopov Oktonovszkij, iskolaigazgató (2014)
- Klaus Mann: Mephisto – a kis Willi Böck, öltöztető, mindenes (2013)
- Georg Büchner: Danton halála – Philippeau (2013)
- Déry–Presser–Adamis–Pós: Popfesztivál 40 – Bill (2013)
- Szörényi–Bródy: István, a király – Pázmány (2013)
- Hanoch Levin: Átutazók – Amacia (2013)
- Hamvai Kornél: A zöld kilences – Cvikkeres, titkár, londiner (2012)
- Kia Corthron: Kérem vigyázzanak, az ajtók záródnakǃ – Erry (2012)
- Horace McCoy: A lovakat lelövik, ugye?ǃ – Tót Ati (2012)
- Vörösmarty Mihály: Csongor és Tünde – Csongor (2011)
- David Rogers: Tom Jones – Thwackum; Útonálló; Susan; Domino I. (2011)
- Varró–Presser: Túl a maszat hegyen – Náthás angol költő (2010)
- Erdős Virág: Kalocsa – Lali (2010)
- Garaczi László: Csodálatos vadállatok – Asztrológus (2010)
- Stein–Bock–Harnick: Hegedűs a háztetőn – Motel Kamzojl (2010)
- Molnár Ferenc: Egy, kettő, három – Michael, divatárus, károly (2009)
- William Shakespeare: Othello – Bohóc (2009)
- Dés László–Geszti Péter–Békés Pál: A dzsungel könyve – Maugli[4] (2008–2019)[5]
- Giovanni Boccaccio: Dekameron – szereplő (2009)
- Carlo Goldoni: A chioggiai csetepaté – Toffoló (2009)
- Térey János: Asztalizene – szereplő (2009)
- Maxim Gorkij: Nyaralók – Rjumin (2008)
- Stendhal: Vörös és fekete – Püspök (2008)
- Bertolt Brecht: Koldusopera – Peachum (2008)
- Carlos Murillo: Dark Play – Adam (2008)
- William Shakespeare: Lír – Bolond (2008)
- Szigligeti Ede: Liliomfi – Jani (2007)

### Átrium
- Harvey Fierstein: Az őrült nők ketrece – Jacob (2014)

### Rózsavölgyi Szalon
- Craig Warner: Idegenek a vonaton – Charles Bruno (2021)
- Táncórák (2018)
- Tristan Petitgirard(wd): Válásguru (2022) – Quentin

### Veszprémi Petőfi Színház
- László Miklós: Illatszertár (2022) – Asztalos úr

### Bartók Kamaraszínház
- Moliére: Tartuffe (2024) – Tartuffe

## Televíziós- és filmszerepei
- …a szomszéd tehene (2024) - Szabó Ferenc “Francois”
- Drága örökösök – A visszatérés (2023–2024) – Dr. Urbán Gergely
- Keresztanyu (2021–2022) – Igor Tatarenko
- Álarcos énekes (2020) – Kutya
- Jófiúk (2019)
- Barátok közt (2013–2018) – Nagy Tóbiás[6]
- Munkaügyek (2012–2013) – Jocó
- Hacktion: Újratöltve (2012) – Bence
- Társas játék (2011) – Gromek
- A pingvinkonstrukció (2012)

## Díjai, elismerései
- Legjobb prózai színész, Színház- és Filmművészeti Egyetem (2009)
- TEVA Ösztöndíj
- Junior Prima díj (2011)